# 金本良嗣
金本 良嗣（かねもと よしつぐ、1950年 -  ）は、日本の経済学者。専門は都市経済学、交通経済学、公共経済学。電力広域的運営推進機関初代理事長。政策研究大学院大学特別教授、元副学長。東京大学公共政策大学院客員教授、東京大学名誉教授。

## 来歴
1950年生まれ。東京大学在籍時は大石泰彦のゼミに所属する。大学院入試に失敗したため同大学経営学科に学士入学し、その後コーネル大学でPh.D.を取得する。
1981年、著書“Theories of Urban Externalities”に対して第24回日経・経済図書文化賞が授与された。
東京大学教授などを経て、2011年より政策研究大学院大学教授、翌2012年より同副学長を務める。
2015年4月、電力広域的運営推進機関初代理事長に就任。
ヘンリー・ジョージの定理を適用して、最適な都市の規模について考察を行った。

### 経歴
- 1968年 - 広島学院高等学校 卒業
- 1972年 - 東京大学経済学部経済学科 卒業
- 1973年 - 東京大学経済学部経営学科 卒業
- 1977年 -  コーネル大学大学院地域科学専攻 Ph.D.
- 1977年 -  ブリティッシュコロンビア大学経済学部 助教授
- 1980年 - 筑波大学社会工学系 助教授
- 1984年 -  クイーンズ大学経済学部 訪問准教授（1年間）
- 1987年 - 東京大学経済学部 助教授
- 1992年 - 東京大学大学院経済学研究科 助教授
- 2008年 - 東京大学公共政策大学院 院長
- 2011年 - 政策研究大学院大学 教授。2012年より同副学長
- 2015年 - 電力広域的運営推進機関初代理事長
- 2020年 - 国土交通省交通政策審議会会長代理[8]
- 2021年 - 国土交通省交通政策審議会会長[9]

## 著書

### 単著
- Theories of Urban Externalities. North-Holland, Elsevier Science Ltd. (1980). ISBN 978-0444854834[10]
- 都市経済学（東洋経済新報社, 1997年）
- 日本の建設産業 - 知られざる巨大業界の謎を解く（日本経済新聞社, 1999年）

### 共著
- （井堀利宏・宮島洋・野口悠紀雄・大田弘子・田近栄治・油井雄二）税制改革の新設計（日本経済新聞社, 1994年）
- （藤原徹・蓮池勝人）政策評価ミクロモデル（東洋経済新報社, 2006年）

### 編著
- （奥野正寛・篠原総一）交通政策の経済学（日本経済新聞社, 1989年）
- （宮島洋）公共セクターの効率化（東京大学出版会, 1991年）
- （山内弘隆）交通〈講座・公的規制と産業〉（東京大学出版会, 1991年）
- （貝塚啓明）日本の財政システム - 制度設計の構想（東京大学出版会, 1994年）
- （森地茂）道路投資の便益評価 - 理論と実践（東洋経済新報社, 2008年）

### 主要な論文
- “Pricing and Investment Policies in a System of Competitive Commuter Railways”. Review of Economic Studies 51 (4):  665-681. (1984). doi:10.2307/2297785.
- “Hedonic Prices and the Benefits of Public Projects”. Econometrica 56 (4):  981-989. (1988). doi:10.2307/1912708.